# Moquegua

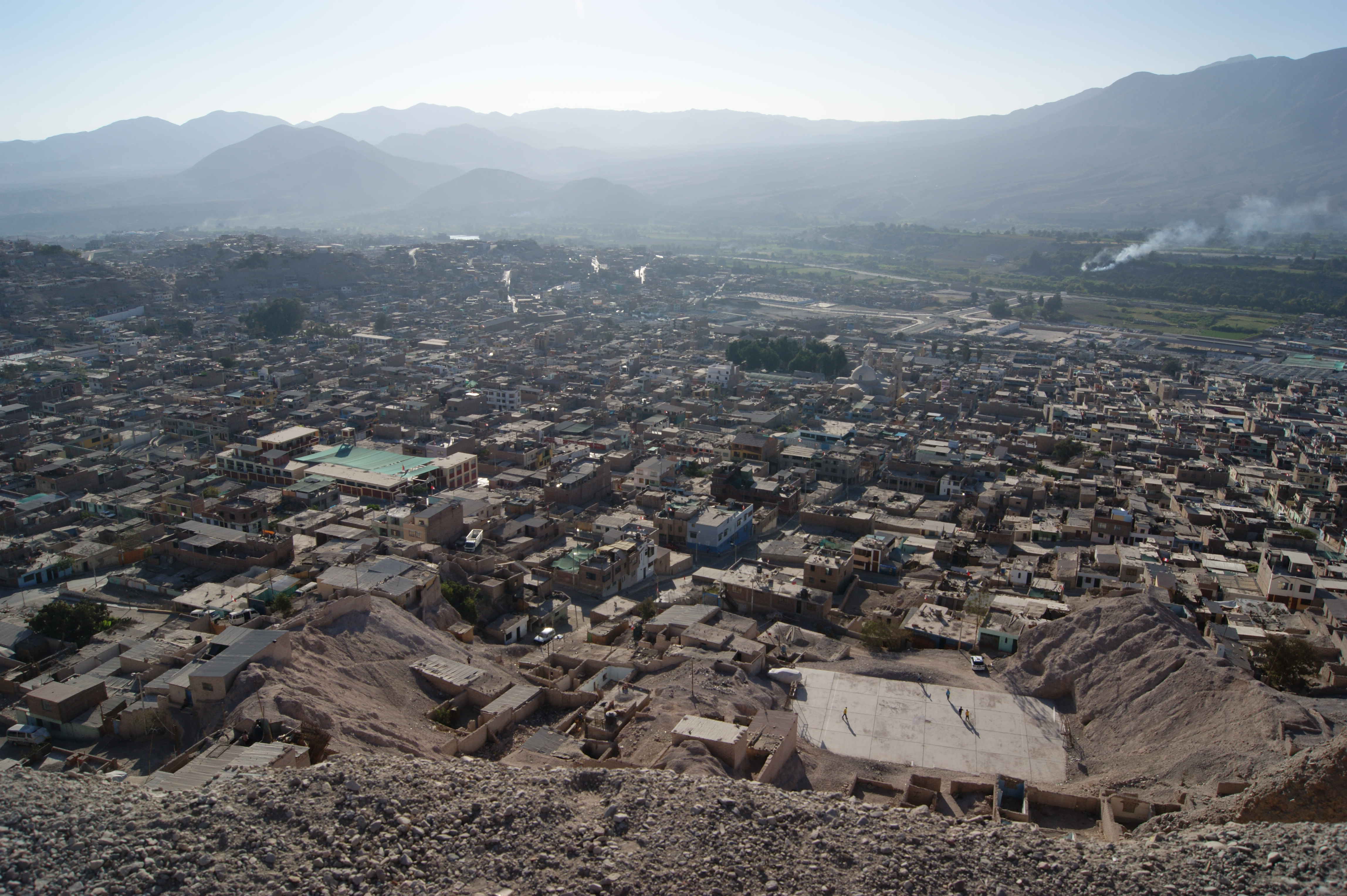
Vy över Moquegua, 2010.

Moquegua är huvudort i departementet Moquegua i Peru. Folkmängden uppgick till 60 572 invånare 2015, och staden ligger på en höjd av 1 410 meter över havet.
Stadens centrum har bevarat sina trånga gator och sin koloniala stil. Bland byggnaderna märks framför allt kyrkan Santo Domingo. Contisuyomuseet är ett av de mer kända i landet, med viktiga fynd från Tiahuanacokulturen. Stadens torg pryds av en av landets största vattenfontäner, konstruerad av Gustave Eiffel. Genom Moquegua passerar den transkontinentala bilvägen, som i framtiden ska nå Brasilien efter att ha passerat Puno och Puerto Maldonado. Moquegua har drabbats av jordbävningar ett antal gånger: 1604, 1715, 1782, 1831, 1833, 1868.